# 褚爽
褚爽（4世紀—?），字弘茂，小字斯生，河南阳翟（今河南禹州市）人。東晉外戚，褚裒之孙，祕書監褚歆之子。
褚爽年轻时就有令名，谢安很看重他，曾经说：“如果期生不好，我就不再谈论士人了。”官至义兴郡太守，早卒，他的女儿褚靈媛是晋恭帝的皇后，于是被追赠为金紫光禄大夫。

## 子女
- 褚秀之，長子，鎮西將軍劉裕長史。
- 褚粹之
- 褚陟之
- 褚裕之，南朝宋散騎常侍。
- 褚淡之，南朝宋侍中。
- 褚靈媛，晉恭思皇后。